# アイノミドリシジミ
アイノミドリシジミ（Chrysozephyrus brillantinus）は、チョウ目シジミチョウ科に属するチョウの一つ。

## 形態
雄の翅表に金緑色の光沢をもつミドリシジミ類の一種。近縁種のメスアカミドリシジミは翅裏が灰色で、白帯の内側に影のような濃灰色の帯があるが、本種は白帯が細く地は褐色となる。赤斑は目立たない。

## 生態
本種はブナ科のミズナラを主にコナラやクヌギ、カシワを食樹とするのに対し、メスアカミドリシジミはバラ科のサクラに付く。
ゼフィルスの中ではやや遅めの出現で、成虫は7月から8月にかけて発生する。占有飛翔は朝方に行われ、オスはなわばりに入ってきた他者を追い払う。卵で越冬する。

## 分布
国内では主要4島のほか一部島嶼、国外では中国大陸・朝鮮半島・極東ロシアに分布する。きわめて森林性を示し、落葉広葉樹林との結びつきが強い。